# Cryptocarya guillauminii
Cryptocarya guillauminii är en lagerväxtart som beskrevs av Kostermans. Cryptocarya guillauminii ingår i släktet Cryptocarya och familjen lagerväxter. Inga underarter finns listade i Catalogue of Life.